# أحمد السجيني
أحمد جمال حافظ السجينى هو ورجل أعمال ومهندس وسياسي مصري وعضو بمجلس النواب. السجيني يشغل أيضا منصب رئيس لجنة الإدارة المحلية في مجلس النواب. ترشح السجينى في الانتخابات البرلمانية المصرية عام 2015 عن حزب الوفد علي قائمة في حب مصر الداعمة للرئيس عبد الفتاح السيسي. وفازت القائمة بالانتخابات بأغلبية ساحقة. وفي وقت لاحق، تم انتخاب السجيني لقيادة اللجنة البرلمانية المعنية بالحكم المحلي التي تقوم حاليًا بصياغة قانون المحليات الذي يعد شرطا أساسيا لإجراء الانتخابات المحلية التي طال انتظارها والتي لم تعقد منذ ما قبل ثوة يناير 2011. في 2017 استقال النائب احمد السجيني من حزب الوفد وفي وقت لاحق اختير ليشغل منصب أمين عام ائتلاف دعم مصر وهو تحالف سياسي يمثل كتلة الاغلبية بمجلس النواب. أحمد جمال حافظ السجيني ينتمي إلى عائلة السجيني وهي إحدى العائلات المصرية العريقة التي خرج منها العديد من الشخصيات المرموقة من بينهم النائب أحمد السجيني نفسه والامام عبد الرؤوف السجينى الشيخ التاسع للأزهر والنحات المصري الشهير الراحل جمال السجينى والنحاتة المصرية زينب السجينى ومساعد وزير الداخلية الاسبق اللواء أشرف السجيني واللواء طبيب عبد المنعم السجيني نائب رئيس نادي سموحة الرياضي الأسبق.